# Andrzej Szczeklik
Andrzej Szczeklik (Cracóvia, 29 de julho de 1938 — Cracóvia, 3 de fevereiro de 2012) foi um médico polonês.
Graduado em medicina pela Universidade Jaguelônica, trabalhou sete anos na Academia de Medicina de Wrocław. Durante sua pós-graduação trabalhou no Instituto Karolinska em Estocolmo e na Universidade de Uppsala, bem como na University of North Carolina.
A partir de 1989 foi diretor do Departamento de Medicina da Universidade Jaguelônica.

## Publicações
- 1971: Zawał serca
- 1979: Sercu na ratunek
- 2002: Katharsis. O uzdrowicielskiej mocy natury i sztuki
- 2006: Choroby wewnętrzne – podręcznik lekarski
- 2007: Kore. O chorych, chorobach i poszukiwaniu duszy medycyny
- 2009: Choroby wewnętrzne 2009 - kompendium
- 2009: Katharsis
- 2012: Nieśmiertelność. Prometejski sen medycyny
- 2014: Słuch absolutny. Andrzej Szczeklik w rozmowie z Jerzym Illgiem

## Condecorações
- Membro da Pontifícia Academia das Ciências